# Cachoeirinha
Cachoeirinha, amtlich portugiesisch Município de Cachoeirinha, deutsch Kleiner Wasserfall, ist eine Gemeinde im brasilianischen Bundesstaat Rio Grande do Sul in der Nähe des Rio Gravataí in geographisch günstiger Lage in der Metropolregion Porto Alegre. Angrenzende Gemeinden Cachoeirinhas sind Porto Alegre, Canoas, Esteio, Sapucaia do Sul, Gravataí und Alvorada. Der 15. Mai wird als Jahrestag der Stadtgründung im Jahr 1966 als örtlicher Feiertag begangen. Cachoeirinha ist bekannt für sein großes Industriegebiet und ist Sitz großer Unternehmen unterschiedlicher Wirtschaftszweige. Cachoeirinha hat zwei große Einkaufszentren.

## Geschichte
Die Besiedlung des einstmaligen Dorfes Cachoeirinha begann im Jahre 1763. Rund tausend Indianer kamen hierzu aus der Jesuitengründung Sete Povos das Missões („die sieben Völker der Missionen“). Diese nahmen das Land an den Ufern des Flusses Rio Gravataí in Besitz, was dazu führte, dass dort alsbald Ackerbau und Viehzucht vorherrschten. Die Entstehung des Ortsnamens (port. cachoeirinha bedeutet „kleiner Wasserfall“) rührt her von einem kleinen Wasserfall, welcher sich nahe einer Brücke befand, die über den Fluss Rio Gravataí führte. Jener Wasserfall stellte eine Behinderung der Schiffbarkeit des Flusses dar, vor allem während Dürreperioden.
Zu Beginn des 20. Jahrhunderts waren die 43 km² der Gemarkung Cachoeirinha ein Privatbesitz und bildeten einen Ortsteil der Stadt Gravataí. Bei diesem früheren Besitzer der Ländereien handelte es sich um einen Oberst, Colonel João Batista Soares da Silveira e Souza. Er wurde 1841 auf den portugiesischen Azoren geboren, kam bald nach Brasilien und machte dort Karriere. Mit seinem Ableben im Jahre 1923 begannen seine Erben, die Besitzungen aufzuteilen und zu veräußern.
Im Jahr 1925 wurde eine stählerne Brücke erstellt, welche zu einem Wahrzeichen der Stadt wurde.
Im Jahr 1928 schließlich ordnete die Regierung des Bundesstaates die Sprengung genau des Felsens an, welcher ursächlich war für den besagten Wasserfall. Dies geschah im Rahmen einer Ausbaggerung des Flussbettes und der damit einhergehenden Umgestaltung des Flusses zu einem Kanal. Mit dessen Eröffnung sollte der Schifffahrt der Weg bereitet werden. Sie war zum damaligen Zeitpunkt als Verkehrsmittel zwischen den Städten Santo Antônio da Patrulha, Gravataí und Porto Alegre von großer Bedeutung.

## Politik
Die Exekutive der Gemeinde Cachoeirinha wird durch den Bürgermeister und das Amt des Generalsekretärs gebildet. Sie ist nach dem Modell der Bundesverfassung Brasiliens aufgebaut. Die gesetzgebende Gewalt bildet der Stadtrat. Dieser besteht aus elf, für vier Jahre gewählten, Abgeordneten. Dieses Gremium stimmt über die grundlegenden Verordnungen für die Verwaltung und die Vollzugsorgane ab. Des Weiteren zählen vor allem den kommunalen Haushalt betreffende Beschlüsse zu den Aufgaben des Stadtrates.

## Geographie
Vegetation
Die Vegetation von Cachoeirinha setzt sich vorwiegend zusammen aus Feldern, Wald und Auwäldern. Die sanften Hügel dienen mitunter als Weideland und sind oftmals bedeckt von capim forquilha (portug., für „gabelartiges Gras“), einer Grasart. Die Gemarkung verfügt über einen Bestand von 17 Hektar natürlich gewachsenen Waldes, der sich nahe dem Zentrum der Stadt befindet. Auch binnen Grundstücken privater Eigentümer finden sich weitere, natürlich belassene Flächen. Zum Schutze dieser Bereiche gibt es eine eigene Gesetzgebung. Außerdem besitzt die Stadt eine Parkanlage, welcher sich nahe der RS-118 (eine brasilianische Staatsstraße, die einer Autobahn ähnlich sein kann) befindet.
Der Fluss Rio Gravataí
Die Stadt liegt im Einzugsgebiet des Flusses Rio Gravataí und seinen drei Nebenflüssen. Der Rio Gravataí stellt den Vorfluter dar, also die Mündung für Oberflächen-, Regen- und Grundwasser. Der Fluss entspringt in der Stadt Santo Antônio da Patrulha. Er besitzt ein Einzugsgebiet von 2.800 km², bei einer Abflussmenge von 28 m³/s. Dieses Gewässer erstreckt sich auf eine Länge von 39 km.
Umwelt
Der Schutz der Natur, ihre Bewahrung und Wiederherstellung sind der Stadt ein besonderes Anliegen. Dies zeigt sich einmal anhand tatkräftigem Handeln der öffentlichen Gemeinschaft, ebenso wie durch den rechtlichen Gesichtspunkt mit der Verabschiedung einschlägiger Gesetze und Rechtsverordnungen. Der städtische Park ist benannt nach Tancredo Neves und steht unter besonderer Aufsicht. Dieser Park besitzt eine äußerst vielfältige Flora und Fauna regionaler Ausprägung. So finden sich dort Feigenbäume mit einem Alter von mehr als 300 Jahren. Zum Park gehört außerdem ein Zentrum zur Umwelterziehung, dessen Aufgaben sich von Forschung über die Nachzucht gewisser Arten erstrecken, bis hin zur einschlägigen Unterrichtung örtlicher Schulkinder.

## Demographie
Während der 1970er Jahre war Cachoeirinha eine der Gemeinden des Bundesstaates Rio Grande do Sul, welche das höchste Bevölkerungswachstum aufzuweisen hatten. Cachoeirinha zählte im Jahr 2021 geschätzt 132.144 Einwohner, die sich auf eine Fläche von 43,8 km² verteilten.
Die Bevölkerung gehört vorwiegend dem römisch-katholischen Glauben an, mit dem verschiedene, weitere Glaubensrichtungen harmonisch einhergehen. Auf dem Platz Praça Côncego Pedro Wagner (portg. concêgo entspricht „Domherr“) findet sich die zentrale Kirche São Vicente de Paulo. Diese empfängt jede Woche mehrere hundert Gläubige, insbesondere anlässlich festlicher Ereignisse.

## Bildung
Zuständig für die Bildung einiger tausend Kinder und Jugendlicher sind städtische und staatliche, als auch private Schulen. Bei der Umsetzung des verfassungsmäßigen Lehrauftrages misst die Stadt Cachoeirinha dem Ensino Fundamental (einer volksschulähnlichen, grundlegenden Schulart Brasiliens) die größte Bedeutung bei. Die meisten Schülerinnen und Schüler gehören diesem Schulzweig an und verteilen sich auf 20 solcher städtischer Schulen. Darüber hinaus ansässig sind noch 15 andere, städtische sowie acht private Schulen. Für berufliche Aus- und Weiterbildung zuständig sind neben sieben staatlichen auch drei private Schulen. Im Bereich der höheren Bildung verfügt Cachoeirinha über eine private Hochschule. Zudem sind, aufgrund der räumlichen Nähe benachbarter Städte, elf weitere Universitäten relativ einfach erreichbar.

## Kultur
Die Einwohner des brasilianischen Bundesstaates Rio Grande do Sul (welche in Brasilien gemeinhin auch gaúchos genannt werden) zählen sog. Rodeos zu den beliebtesten kulturell-traditionellen Veranstaltungen. Es handelt sich hierbei um eine Mischung aus Viehauftrieben, Reitvorführungen und kulturellen Darbietungen mit dem Charakter eines traditionsbetonten Volksfestes. Hierzu gibt es in der Stadt Cachoeirinha einen eigens dazu vorgesehenen Veranstaltungsort. Dieser trägt mit Rancho da Saudade einen klangvollen Namen, welcher als „Hort der Sehnsucht“ übersetzt werden könnte und den starken Bezug zum kulturellen Erbe betont. Insbesondere in Südbrasilien ist diese Brauchtumspflege stark mit der einstmals bedeutsamen Rinderzucht und dem Leben der Viehhirten verbunden. Es existiert ein gemeinnütziger Verein, welcher dieses jährlich wiederkehrende Spektakel ausrichtet. Besagter Verein zählt sich zu sogenannten CTGs, den Centros de Tradições Gaúchas. Zentren also, welche sich der Bewahrung der Traditionen der Gaucho-Kultur verschrieben haben. Das jährliche Rodeo heißt auch Ronda Crioula (übersetzt Kreolen-Runde, wobei als Kreolen in Rio Grande do Sul die Nachfahren der portugiesischen Einwanderer gelten). Die jährlichen Feierlichkeiten ziehen tausende von Besuchern an und erfreuen sich in ganz Brasilien großer Beliebtheit. Die Anerkennung dieser Veranstaltung ist derart bedeutsam, dass deren Termine sogar im offiziellen Kalender der Regierung des Bundesstaates Rio Grande do Sul eine Erwähnung finden.